# Huta Przerębska
Huta Przerębska – wieś w Polsce położona w województwie łódzkim, w powiecie radomszczańskim, w gminie Masłowice.
W latach 1975–1998 miejscowość administracyjnie należała do województwa piotrkowskiego.

## Geografia
Miejscowość otoczona lasami. Wsiami, które otaczają Hutę Przerębską pośrednio i bezpośrednio są:
- Przerąb (przez las od północy)
- Rzejowice, Granice (przez las oraz pola od południa)
- Borki (bezpośrednio od zachodu)